# الإسلام في ماريلاند
الإسلام في ماريلاند، هو دين المجموعة العرقية الإسلامية في ماريلاند، يوجد حوالي 70 ألف مسلم في ولاية ماريلاند بالولايات المتحدة وفق تقديرات المجلس الإسلامي الأمريكي عام 1992، وهو عاشر أكبر عدد من المسلمين في جميع الولايات الأمريكية.
ولاية ماريلند تقع في منطقة الأطلسي الأوسط من الولايات المتحدة، بالتيمور هي أكبر مدنها وعاصمتها هي أنابولس.

## السكان
قُدِّر عدد المسلمين في بالتيمور وضواحيها 15000، بالإضافة إلى 40000 مسلم في منطقة بالتيمور وواشنطن. وقدرت تقديرات عام 2001 عدد المسلمين في ماريلاند بنحو 50000 مسلم.

## الحياة الإجتماعية

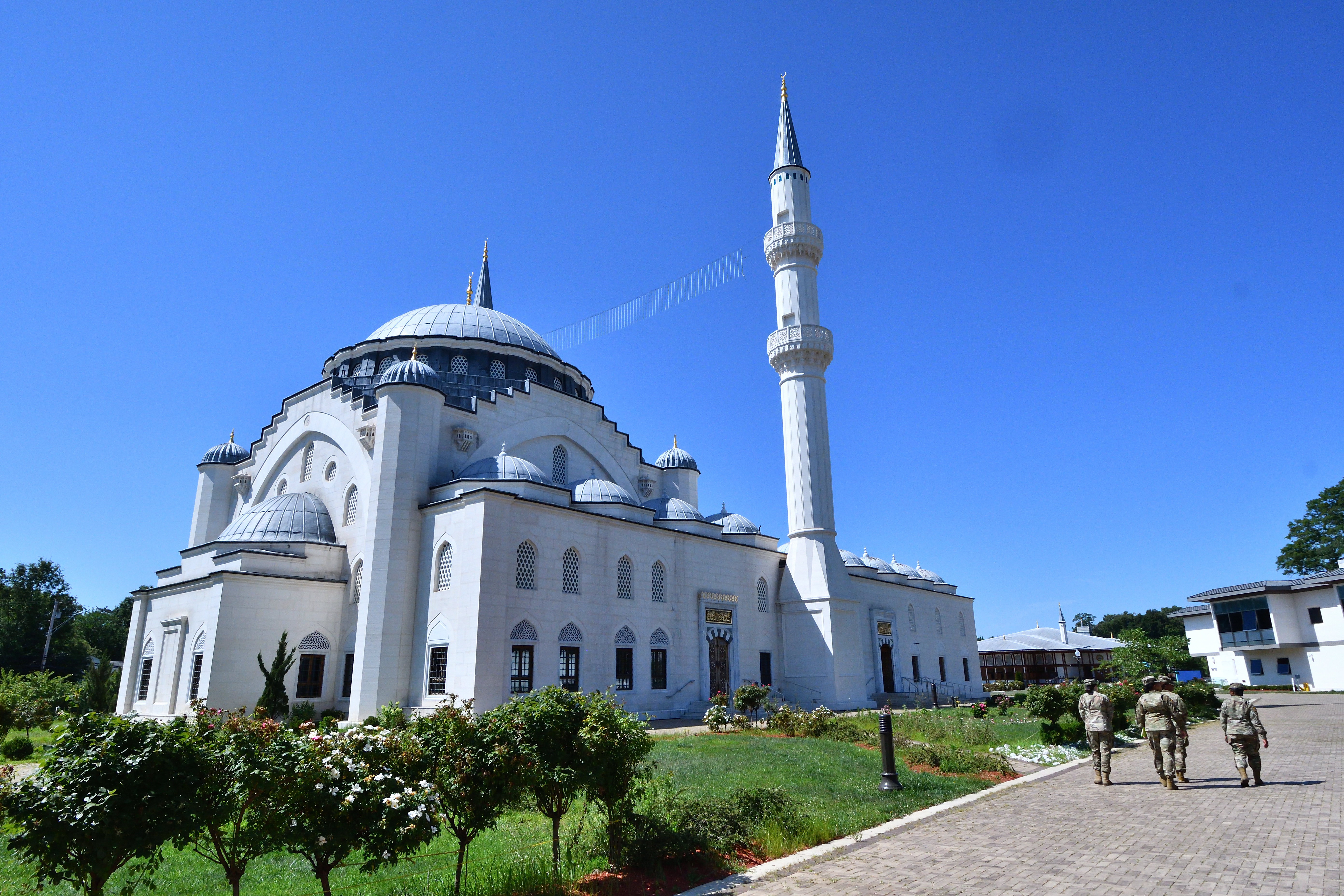
مركز ديانت الأمريكي الإسلامي

في 5 مارس 2016، افتتحت جمعية جوين أوك الإسلامية، التي تتكون من حوالي 60 عائلة في مجتمعات هوارد بارك-جوين أوك في بالتيمور، مسجد الإحسان.
في عام  2017، حضر 20 ألف مسلم المؤتمر السنوي الثاني والأربعين للجمعية الإسلامية لأمريكا الشمالية والجمعية الإسلامية الأمريكية في مركز مؤتمرات بالتيمور، والذي أقيم في بالتيمور منذ عام 2015.

## المساجد

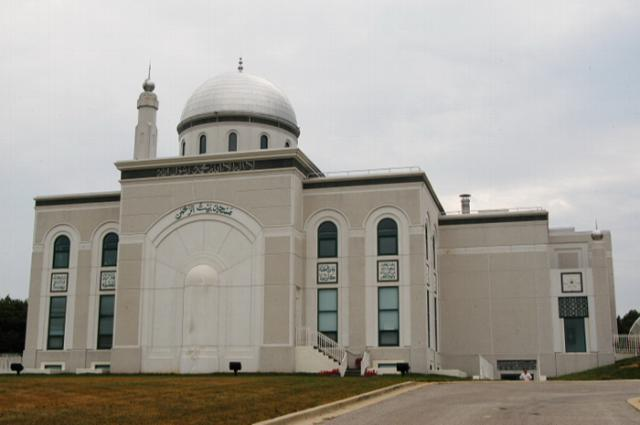
مسجد الرحمن

كان مسجد الصافات، الذي تأسس في بالتيمور عام 1971، أحد المساجد الأولى في المنطقة، وهو موقع لمدرسة المجتمع الإسلامي، التي أسستها مجموعة من النساء المسلمات عام 1977 لتوفير التعليم الإسلامي لأطفالهن.
تأسست الجمعية الإسلامية في بالتيمور عام 1969 في جامعة جونز هوبكنز، ثم شيدت مسجدًا عام 1982، مسجد الرحمة، وافتتحت مدرسة الرحمة عام 1987.
مسجد المدينة المنورة، مسجد في وودلون
مركز دار التقوى الإسلامي، مسجد في مدينة إليكوت
مسجد فاطمة، مسجد في كاتونسفيل
مسجد السلام، مسجد في وسط مدينة بالتيمور
مركز المجتمع المسلم الثقافي في بالتيمور، مسجد في بالتيمور